# Denis Kudla (luchador)
Denis Maksymilian Kudla (Racibórz, Polonia, 24 de diciembre de 1994) es un deportista alemán que compite en lucha grecorromana.
Participó en dos Juegos Olímpicos de Verano, obteniendo dos medallas de bronce, en Río de Janeiro 2016 (categoría de 85 kg) y Tokio 2020 (categoría de 87 kg).
Ganó dos medallas en el Campeonato Mundial de Lucha, plata en 2017 y bronce en 2019, y tres medallas de bronce en el Campeonato Europeo de Lucha entre los años 2016 y 2019.

## Palmarés internacional
| Juegos Olímpicos   | Juegos Olímpicos        | Juegos Olímpicos  | Juegos Olímpicos |
| Año                | Lugar                   | Medalla           | Categoría        |
| ------------------ | ----------------------- | ----------------- | ---------------- |
| 2016               | Río de Janeiro (Brasil) | Medalla de bronce | 85 kg            |
| 2020               | Tokio (Japón)           | Medalla de bronce | 87 kg            |
| Campeonato Mundial |                         |                   |                  |
| Año                | Lugar                   | Medalla           | Categoría        |
| 2017               | París (Francia)         | Medalla de plata  | 85 kg            |
| 2019               | Nursultán (Kazajistán)  | Medalla de bronce | 87 kg            |
| Campeonato Europeo |                         |                   |                  |
| Año                | Lugar                   | Medalla           | Categoría        |
| 2016               | Riga (Letonia)          | Medalla de bronce | 85 kg            |
| 2018               | Kaspisk (Rusia)         | Medalla de bronce | 87 kg            |
| 2019               | Bucarest (Rumania)      | Medalla de bronce | 87 kg            |